# Stephane Hautot

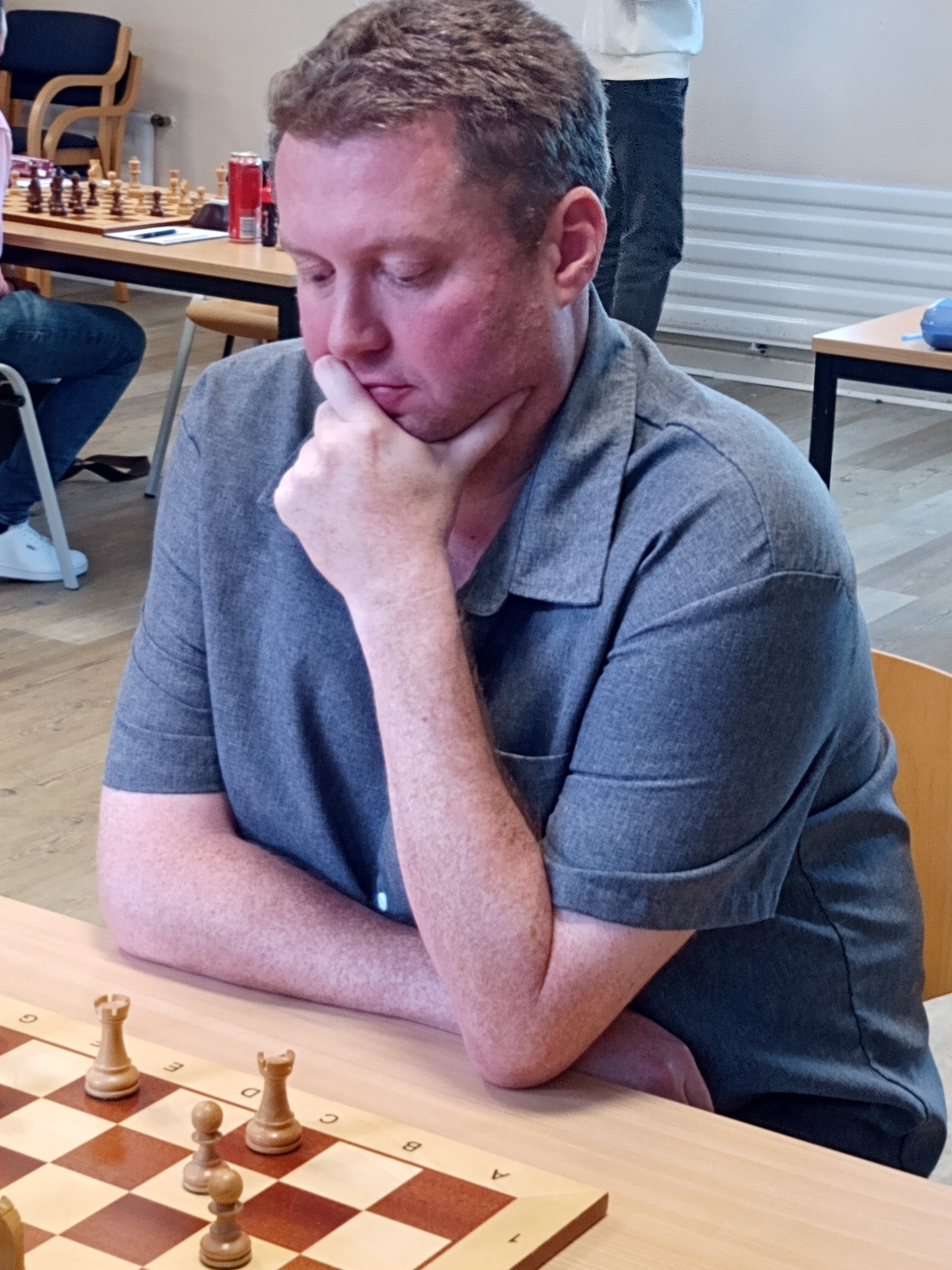
Stéphane Hautot (2024)

Stephane Hautot (11 april 1980) is een Belgische schaker. Sinds 2011 is hij een Internationaal Meester (IM). 
Van 2 tot en met 10 juli 2005 werd in Aalst het kampioenschap van België bij de heren gespeeld dat door Alexandre Dgebuadze met 7 uit 9 gewonnen werd. Paul Motwani eindigde als tweede met 6.5 punt terwijl Marc Dutreeuw met 5.5 punt op de derde plaats eindigde. Stephane Hautot werd dertiende met 4 punten. 
Hij nam in 2012 met het Belgische team deel aan de Schaakolympiade, waar hij 2 pt. uit 6 behaalde. België eindigde op plaats 89.
In 2017 en in 2018 werd Stephane Hautot Belgisch kampioen blitzschaak.